# جايلز هووبر
جايلز هووبر (بالإنجليزية: Giles Hooper)‏ هو عالم موسيقى بريطاني، ولد في 1974.